# Pablo Armero
Pablo Stifer Armero (ur. 2 listopada 1986 w Tumaco) – kolumbijski piłkarz, który występował na pozycji pomocnika lub obrońcy
W latach 2008–2017 występował w reprezentacji Kolumbii. Uczestnik Mistrzostw Świata w 2014 roku oraz Copa América w 2011 i 2015 roku.

## Kariera piłkarska
Pablo Armero jest wychowankiem zespołu América Cali. Potem grał w brazylijskim SE Palmeiras, a w 2010 przeszedł do włoskiego Udinese Calcio. 9 stycznia 2013 został wypożyczony do końca sezonu do SSC Napoli.
31 stycznia 2014 został wypożyczony do końca sezonu 2013/2014 z SSC Napoli.
13 sierpnia 2014 został wypożyczony do 30 czerwca 2015 do A.C. Milan. Zespół z Mediolanu za wypożyczenie Armero zapłacił 0.5 miliona euro zapewniając sobie jednocześnie prawo jego wykupu za dodatkowe 3.5 mln euro. W kwietniu 2015 trafi na wypożyczenie do Flamengo.
1 stycznia 2017 roku opuścił Europę i przeniósł się do brazylijskiego EC Bahia.
W styczniu 2018 roku powrócił do swojego kraju i pierwszego zespołu América Cali.
W 2019 grał dla dwóch brazylijskich klubów CS Alagoano i Guarani.
1 grudnia 2019 roku zakończył piłkarską karierę.

## Kariera reprezentacyjna
Występował w młodzieżowej reprezentacji Kolumbii, brał udział na Mistrzostwach Świata U17 w 2003.
W 2008 zadebiutował w reprezentacji Kolumbii. Brał udział w eliminacjach do Mistrzostw Świata w 2010 roku w grupie A.
Został powołany do kadry na Copa América 2011. Pierwszy mecz rozegrał przeciwko reprezentacji Kostaryki w fazie grupowej w grupie A. Spotkanie zakończyło się zwycięstwem Kolumbijczyków 1:0. Drugi mecz grupowy odbył się przeciwko reprezentacji Argentyny. Spotkanie zakończyło się bezbramkowym remisem 0:0. Ostatni mecz grupowy został rozegrany przeciwko reprezentacji Boliwii. Armero zaliczył asystę do Radamela Falcao, a spotkanie zakończyło się zwycięstwem Kolumbii wynikiem 2:0.
W fazie ćwierćfinałowej Kolumbia trafiła na reprezentację Peru. Kolumbijczycy zaliczyli sensacyjną porażkę przegrywając po dogrywce wynikiem 0:2, odpadając tym samym z turnieju.
Brał udział w eliminacjach do Mistrzostw Świata w 2014 roku w grupie A.
Został powołany do 24-osobowej kadry na Mistrzostwa Świata w 2014 roku. Swój pierwszy mecz na Mundialu rozegrał przeciwko reprezentacji Grecji w grupie C. W 5 minucie spotkania strzelił bramkę na 1:0 po asyście Juan Cuadrado. Ostatecznie spotkanie zakończyło się zwycięstwem Kolumbijczyków 3:0. W drugim meczu w fazie grupowej zmierzył się z reprezentacją WKS. Spotkanie zakończyło się wynikiem 2:1 na konto Kolumbii. Ostatni mecz w fazie grupowej odbył się przeciwko reprezentacji Japonii, które zakończyło się dominacją Kolumbijczyków wynikiem 4:1, dzięki czemu Kolumbia wyszła z grupy.
W 1/8 finału zmierzyli się przeciwko reprezentacji Urugwaju. W 78 minucie Armero obejrzał żółtą kartkę. Ostatecznie spotkanie zakończyło się zwycięstwem Kolumbijczyków wynikiem 2:0.
W ćwierćfinale trafili na reprezentacje Brazylii. Po zaciętej rywalizacji spotkanie zakończyło się wynikiem 1:2 przez Brazylijczyków, a Kolumbia pożegnała się z turniejem. Armero przez cały turniej był podstawowym zawodnikiem składu.
W 2015 roku brał udział w Copa América 2015, a w 2017 roku udział w eliminacjach do Mistrzostw Świata w 2018 roku w grupie A.
Swój ostatni mecz w reprezentacji rozegrał przeciwko reprezentacji Hiszpanii na zasadach towarzyskich. Armero zagrał pełne dziewięćdziesiąt minut spotkania, które zakończyło się remisem 2:2.
Łącznie rozegrał 68 spotkań w reprezentacji i zaliczył 2 bramki.